# Publius Mummius Sisenna

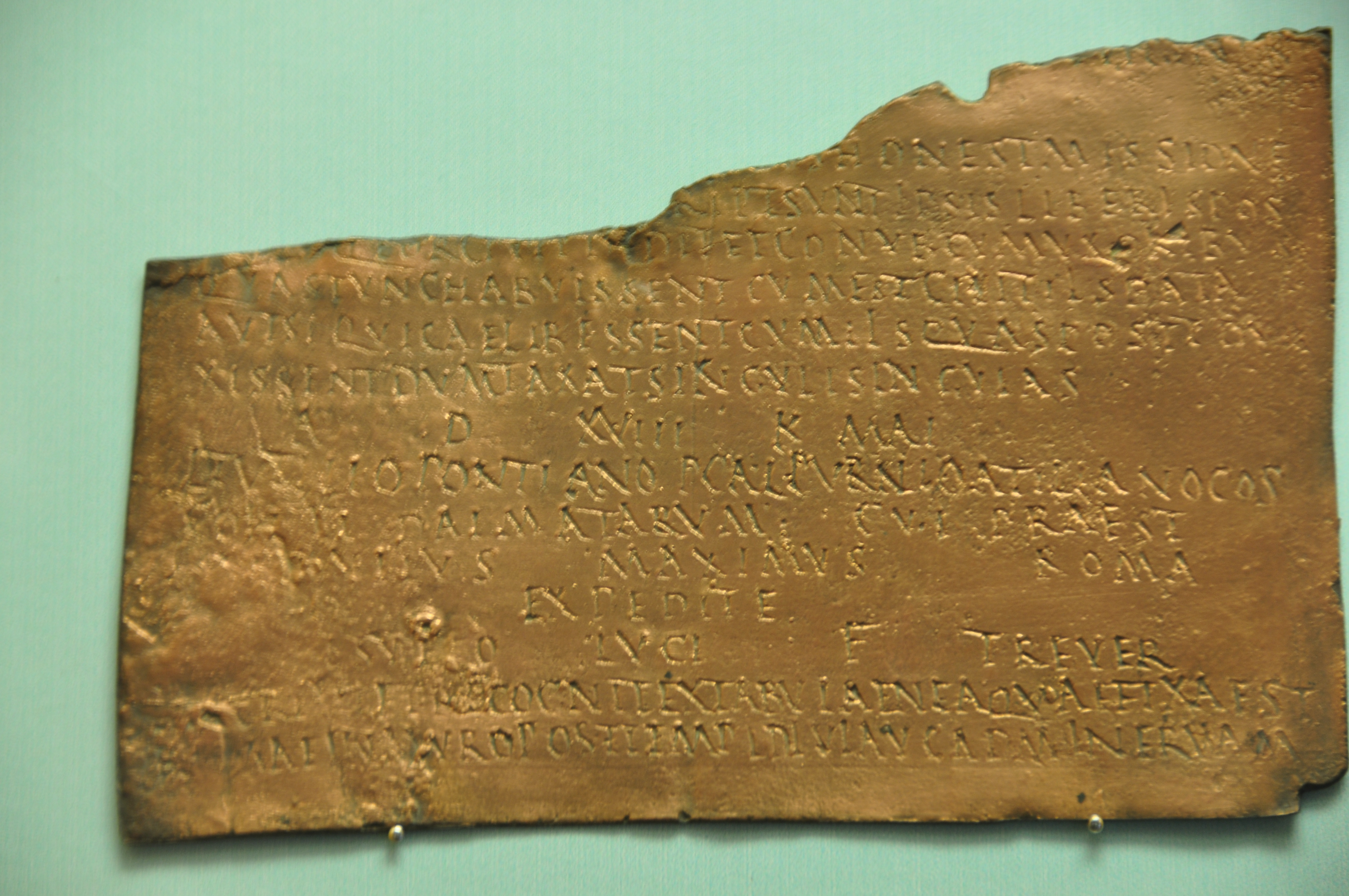
Das Militärdiplom vom 14. Juli 135

Publius Mummius Sisenna war ein römischer Politiker und Senator im 2. Jahrhundert n. Chr.
Sisenna stammte wahrscheinlich aus der Baetica. Über seine jungen Jahre und den Beginn seiner politischen Tätigkeit vor dem Konsulat ist nichts überliefert. Er muss aber aus einflussreicher Familie abgestammt sein und über gute Beziehungen zum Kaiserhaus verfügt haben, denn er wurde im Jahr 133 ordentlicher Konsul, ein Amt, das weniger einflussreiche Senatoren sehr selten erreichten. Normalerweise wurden Neulinge nur Suffektkonsul, wenn sie als erste ihrer Familie zum Konsulat aufstiegen. Nach der Bekleidung des Konsulates wurde Sisenna von Kaiser Hadrian zum Statthalter der Provinz Britannia ernannt, ein Amt, das er vermutlich bereits 133 antrat und sicher im Jahr 135 bekleidete. Publius Mummius Sisenna Rutilianus, Suffektkonsul im Jahr 146 n. Chr., war wohl entweder sein Neffe oder sein Sohn.